# SCサルゲイロス
SCサルゲイロス (ポルトガル語: Sport Comércio e Salgueiros) はポルトガル・ポルト県マイアに本拠地を置くサッカークラブである。

## タイトル

### 国内タイトル
- セグンダ・ジヴィゾン・ポルトゥゲーザ

 (2): 1956-57, 1989-90

### 国際タイトル
なし

## 国際大会での成績
| シーズン | 大会       | ラウンド | 対戦相手 | H   | A   | 合計        |
| -------- | ---------- | -------- | -------- | --- | --- | ----------- |
| 1991-92  | UEFAカップ | 1回戦    | ASカンヌ | 1–0 | 0–1 | 1–1 (2–4 p) |

## 歴代監督
- ウンベルト・コエリョ 1986

## 歴代所属選手
- リカルド・サ・ピント 1991-1994
- ミゲル・シモン 1993-1995
- マルコ・カネイラ 1998
- アンデルソン・ルイス・デ・ソウザ 1998-1999
- マルセロ・ベロン 2000
- フェヘール・ミクローシュ 2000
- リカルド・ナシメント 2002-2003
- ネルソン・マルコス 2003-2004
- ビトル・ウーゴ・ゴメス・パッソス 2004-2005
- エルナニ・ジョゼ・オリヴェイラ・サントス・ボルジェス 2016-2017